# NGC 5320
NGC 5320 ist eine balkenspiralförmige Seyfertgalaxie vom Hubble-Typ SBc im Sternbild Jagdhunde. Sie ist schätzungsweise 121 Millionen Lichtjahre von der Milchstraße entfernt.
Das Objekt wurde am 9. April 1787 von Wilhelm Herschel mit einem 18,7-Zoll-Spiegelteleskop entdeckt, der sie dabei mit „pB, pL, vgmbM“ beschrieb.